# نشست هلسینکی
نشست هلسینکی یک نشست خصوصی و دوجانبه بین جورج اچ دبلیو بوش، رئیس‌جمهور آمریکا و میخائیل گورباچف، رئیس‌جمهور شوروی بود که در هلسینکی، فنلاند در ۹ سپتامبر ۱۹۹۰ برگزار شد. حمله عراق به کویت در سال ۱۹۹۰ موضوع اصلی بحث رهبران در اجلاس هلسینکی بود. تلاش‌های هماهنگ برای کاهش تنش‌های آمریکا و شوروی پس از جنگ سرد یکی دیگر از موضوعات برجسته، در میان دیگر رویدادهای قابل‌توجه کنونی بود. در پایان اجلاس، رئیس‌جمهور بوش و گورباچف سندی از بیانیه‌های مشترک تهیه کردند که مناطقی را که رهبران در آن متعهد به همسویی با اهداف سیاست خارجی خود بودند، روشن می‌کرد. پس از نشست سران، یک کنفرانس مطبوعاتی برگزار شد که در آن اعضای رسانه‌ها از رئیس‌جمهور بوش و گورباچف در مورد محتوای جلسه و توجیه بیانیه‌های مشترکشان سؤال کردند.
برخی کارشناسان می‌دانند اجلاس هلسینکی نشان‌دهنده یک گام در توالی ملاقات‌ها و توافق‌هایی است که از دهه ۱۹۸۰ شروع شد و طی آن انتقال دیپلماتیک به سمت روابط نسبتاً تعاونی ایالات متحده و شوروی زمینه را برای روابط آینده ایالات متحده و روسیه فراهم کرد.

## زمینه تاریخی
بین سال‌های ۱۹۸۵ و ۱۹۹۰، یک سری کنفرانس‌های دوجانبه بین میخائیل گورباچف، دبیرکل اتحاد جماهیر شوروی و روسای جمهور ایالات متحده رونالد ریگان و جورج اچ دبلیو بوش برگزار شد. در آغاز اواسط دهه ۱۹۸۰، روابط رو به رشد بین اتحاد جماهیر شوروی و ایالات متحده ضعیف و در عین حال امیدوارکننده بود. موفقیت اجلاس‌های در حال انجام، کاهش تدریجی تنش‌های سیاسی بین اتحاد جماهیر شوروی و مذاکرات مربوط به محدودیت تسلیحات استراتژیک پس از ایالات متحده (SALT II) را تشویق کرد و در نهایت راه را برای ایجاد اجلاس هلسینکی هموار کرد.
نشست ژنو (۱۹۸۵)
رئیس‌جمهور رونالد ریگان و میخائیل گورباچف، دبیرکل، در اجلاس ژنو در سال ۱۹۸۵ به‌طور رسمی با یکدیگر آشنا شدند. پس از مذاکرات قبلی SALT II بین رئیس‌جمهور جیمی کارتر و دبیرکل لنوئید برژنف، این دو رهبر مذاکرات رسمی را برای ایجاد مرکز خطر هسته‌ای مجدد آغاز کردند. علاوه بر این، رهبران دربارهٔ طرحی بالقوه برای حذف سلاح‌های هسته‌ای و جلوگیری از مسابقه تسلیحاتی در فضا بین ایالات متحده و اتحاد جماهیر شوروی بحث کردند. گورباچف و ریگان خواستار اقدام قاطع در مورد موضوعات مورد توافق دوجانبه، به ویژه در مورد کاهش تسلیحات هسته ای برای ایالات متحده و اتحاد جماهیر شوروی شدند. مذاکرات نشست سران مذاکرات کاهش تسلیحات استراتژیک (START I) را تقویت کرد که در سال ۱۹۸۱ آغاز شد و در نتیجه امکان کاهش زرادخانه هسته‌ای را آغاز کرد. علاوه بر این، رهبران با ایجاد یک معاهده موقت نیروهای هسته‌ای میان‌برد (INF) موافقت کردند.
در اجلاس‌های بعدی - نشست ریکیاویک (۱۹۸۶)، اجلاس واشینگتن (۱۹۸۷)، نشست سران مسکو (۱۹۸۸)، و اجلاس جزیره فرمانداران (۱۹۸۸) - رئیس‌جمهور ریگان و دبیرکل گورباچف به مذاکره دربارهٔ توافق‌نامه‌هایی مانند توافق هسته‌ای، توافق هسته‌ای، توافق هسته‌ای ادامه دادند. معاهده موشک‌های ضد بالستیک (ABM)، پیمان نیروهای هسته‌ای میان‌برد (INF)، مذاکرات کاهش تسلیحات استراتژیک (START) و همچنین محدودیت‌های آزمایش هسته‌ای.
نشست مالت
نشست سران مالت در دسامبر ۱۹۸۹ نشان‌دهنده یک گام به جلو در توسعه روابط ایالات متحده و شوروی بود، همان‌طور که پرزیدنت بوش در کنفرانس مطبوعاتی اجلاس هلسینکی به صراحت به آن اشاره کرد. در نتیجه این نشست، پرزیدنت بوش و پرزیدنت گورباچف توافق کردند که کاهش قابل توجهی در نیروهای زمینی در اروپا و همچنین کاهش تسلیحات را آغاز کنند. با این حال، علی‌رغم جلب حمایت نظری از سوی هر دو رئیس‌جمهور، پیمان‌های نیروهای مسلح متعارف در اروپا (CFE) و مذاکرات کاهش تسلیحات استراتژیک (START I) تا ماه‌ها پس از نشست هلسینکی حل و فصل نمی‌شوند. پرزیدنت بوش همچنین اظهار داشت که ایالات متحده از اعطای وضعیت ناظر به اتحاد جماهیر شوروی در موافقتنامه عمومی تعرفه‌ها و تجارت (GATT)، یک سازمان تجارت بین‌المللی تحت تسلط غرب، که یک نقطه دسترسی مهم برای تجارت با غرب را برای اتحاد جماهیر شوروی فراهم می‌کند، حمایت خواهد کرد. آقای گورباچف اعلام کرد که میراث اجلاس مالت به قدری مهم است که «اگر این نشست برگزار نمی‌شد، جهان خارج از کشور برای جهانی که امروز در آن زندگی می‌کنیم غیرقابل تشخیص بود» و اطمینان داد که آنها هرگز جنگ داغی را علیه ایالات متحده آغاز نخواهند کرد. برخی نیز این اجلاس را به معنای پایان جنگ سرد و آغاز دوره جدیدی در روابط ایالات متحده و شوروی می‌دانستند.
حمله به کویت
در ۲ آگوست ۱۹۹۰، صدام حسین رئیس‌جمهور عراق دستور حمله و اشغال کویت را صادر کرد. این اقدام منجر به صدور قطعنامه ۶۶۰ شورای امنیت سازمان ملل متحد در همان روز و همچنین تلاشی بین‌المللی برای تنش زدایی از بحران خواهد شد. ایالات متحده و اتحاد جماهیر شوروی به عنوان دو عضو مهم شورای امنیت سازمان ملل متحد، و به عنوان کشورهایی با منافع سیاسی و اقتصادی مختلف در منطقه، هر کدام منافعی در رسیدگی به بحران فزاینده داشتند.

## محتوای نشست
رؤسای جمهور بوش و گورباچف که از این اجلاس بیرون آمدند، سندی دو صفحه ای از بیانیه‌های مشترک در مورد موضوعات مختلف گفتگوی خود در خلال دیدار خصوصی هفت ساعته خود تهیه کردند.
حمایت شوروی و آمریکا از تحریم‌های پیشنهادی سازمان ملل علیه عراق و خروج عراق از منطقه. رئیس‌جمهور بوش و گورباچف در رابطه با تجاوزات حسینی مشترکاً اعلام کردند:
ما بر این باوریم که تجاوز عراق تحمل نخواهد شد. اگر کشورهای بزرگ‌تر بتوانند همسایگان کوچک‌تر خود را ببلعند، هیچ نظم بین‌المللی صلح‌آمیزی امکان‌پذیر نیست… امروز، ما بار دیگر از دولت عراق می‌خواهیم که بدون قید و شرط از کویت عقب‌نشینی کند، اجازه بازگرداندن دولت قانونی کویت را بدهد و همه گروگان‌هایی را که اکنون در عراق و کویت نگهداری می‌شوند، آزاد کند.
حمایت گورباچف از سیاست خارجی ایالات متحده در مورد تهاجم به کویت و تجاوزات صدام حسین به عنوان گام مهمی در روابط ایالات متحده و شوروی تلقی شد. همان‌طور که یکی از مشاوران کرملین ناشناس بیان کرد، «در روابط ایالات متحده و شوروی خطر زیادی برای گورباچف وجود دارد که خطر مخالفت با بوش در این مورد را داشته باشد.»
در حالی که درهای بسته اجلاس مانع از اطلاع عموم مردم در مورد جزئیات خاص مذاکرات این دو شد، روسای جمهور از جلسه خود بیرون آمدند و مدعی تصمیم مشترک برای اولویت دادن به راه حل دیپلماتیک برای بحران خلیج فارس شدند. در زمانی که کمبود چرخه ای نان در مسکو عادی شده بود و عملیات نظامی ایالات متحده مانند عملیات سپر صحرا به سرعت مقادیر گزافی از بدهی‌های دولتی را جمع‌آوری می‌کرد، برخی از معاصران حدس می‌زنند که علیرغم هرگونه تمایل احتمالی برای پاسخ به تهاجم عراق با نیروی نظامی، این اقدام به احتمال زیاد از نظر مالی غیرممکن بود.
هر دو رهبر به نفع تأسیس استارت صحبت کردند. با این حال، این زوج در آن زمان هنوز بر سر یک جدول زمانی خاص به توافق نرسیده بودند.

## کنفرانس مطبوعاتی
جنگ سرد

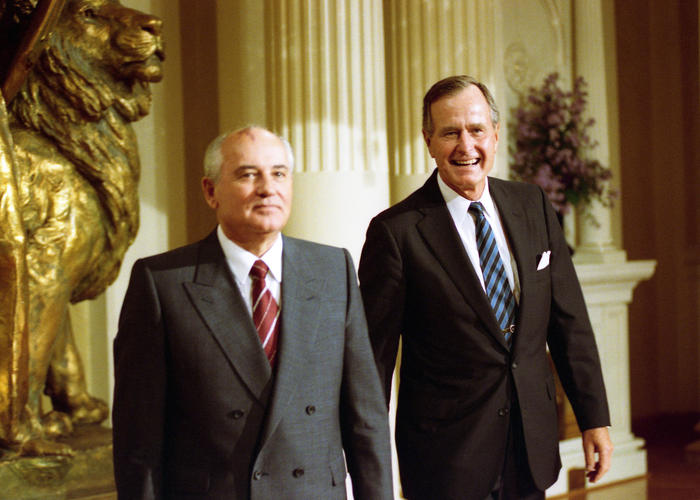
پرزیدنت جورج اچ دبلیو بوش و میخائیل گورباچف در جریان دیدار خود در هلسینکی عکس گرفتند.

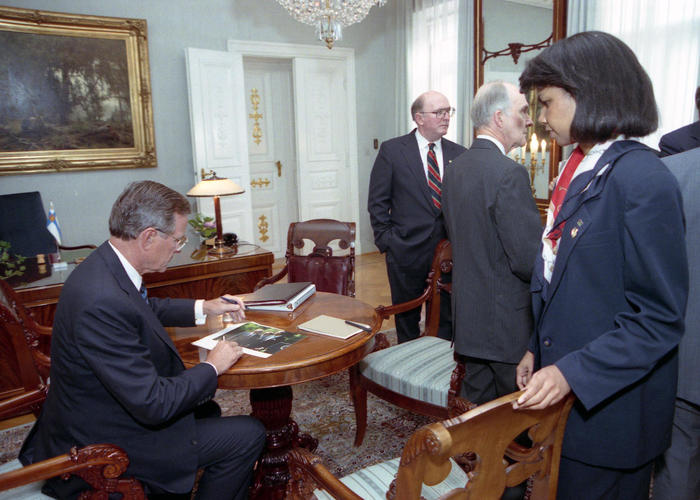
پرزیدنت جورج اچ دبلیو بوش با کارکنانی از جمله مارلین فیتزواتر، برنت اسکوکرافت و کاندولیزا رایسدرینگ در هلسینکی فنلاند دیدار می‌کند، پرزیدنت بوش و رئیس‌جمهور گورباچف متعاقباً برای پایان دادن به نشست دوجانبه خود یک کنفرانس مطبوعاتی برگزار کردند.

پرسش‌های مربوط به دخالت ایالات متحده و سوسیالیست در اوضاع عراق از مهم‌ترین پرسش‌های این رویداد بود که توسط خبرنگاران متعددی مطرح شد. در این زمینه، پرزیدنت بوش و رئیس‌جمهور گورباچف نظرات نسبتاً واحدی را بیان کردند. پاسخ‌های رؤسای جمهور هر دو به شدت ناشی از بیانیه مشترکی بود که این دو به تازگی منتشر کرده بودند، که در آن از عراق خواسته شده بود تا از قطعنامه ۶۶۰ سازمان ملل برای تنش زدایی صلح آمیز در خلیج فارس تبعیت کند. پرزیدنت بوش اظهار داشت که نیروهای نظامی آمریکا «تا زمانی که لازم باشد» خلیج فارس را اشغال خواهند کرد و قصد دارند در اسرع وقت عقب‌نشینی کنند.
در طول کنفرانس، دو رئیس‌جمهور مصر بودند که مداخله نظامی گزینه ای نیست که هر یک از رهبران مایل به گفتگو با رسانه‌ها باشند. در این زمینه، پرزیدنت بوش اظهار داشت که این دو در طول دیدار خود دربارهٔ گزینه‌های نظامی بحث نکرده‌اند و راه‌حل دیپلماتیک برای بحران خلیج‌فارس تا حدی است که ایالات متحده مایل به بررسی آن است. پرزیدنت گورباچف این عقیده را تکرار کرد و مدعی شد که «کل بحث برای یک راه حل سیاسی بود، که همچنین اقداماتی را که از قبل توسط بقیه جامعه بین‌المللی انجام شده است تحسین می‌کند» و اتحاد جماهیر شوروی «خود را به آن راه حل سیاسی محدود می‌کند». در طول بقیه کنفرانس، هر دو رئیس‌جمهور به اعضای مختلف مطبوعات بر اولویت راه حل دیپلماتیک در تلاش‌های مشترک خود برای به نتیجه رساندن بحران تأکید خواهند کرد.
وضعیت روابط ایالات متحده و شوروی
یکی دیگر از موضوعات قابل توجه بحث که توسط چندین خبرنگار مطرح شد، حول پیشرفت همکاری‌های سیاسی و اقتصادی جدید ایالات متحده و اتحاد جماهیر شوروی بود. رئیس‌جمهور گورباچف در مورد وضعیت روابط آنها در مورد اجلاس فعلی گفت: «این آزمون دوام رویکرد جدید برای حل مشکلات جهانی است… آنچه امروز دیدیم این است که مهم‌ترین پیشرفت را در زمان اخیر تأیید کرده‌ایم.» مسیر اقتصادی اتحاد جماهیر شوروی یکی از جنبه‌های یک قصد فراگیر برای برقراری روابط دوستانه با جامعه بین‌المللی در سطوح مختلف بود:
این در حال تبدیل شدن به یک عنصر عادی از نوع جدید همکاری در تجارت، فناوری و مبادلات انسانی است.
مسئله دولت فلسطین
دو سؤال جداگانه در مورد فلسطین در بحث مطرح شد. یکی از خبرنگاران دربارهٔ امکان پرداختن ایالات متحده و اتحاد جماهیر شوروی به درخواست فلسطینیان برای تشکیل کشور در چارچوب مذاکرات صلح با عراق پرسید. خبرنگار دیگری از هر دو رئیس‌جمهور دربارهٔ منطق پشت تلاش‌های هماهنگ آنها برای رسیدگی به قطعنامه سازمان ملل در محکومیت تجاوزات عراق پرسید، در حالی که دیگر قطعنامه‌های سازمان ملل در محکومیت تجاوزات، به ویژه قطعنامه ۲۴۲ سازمان ملل که خواستار عقب‌نشینی نیروهای اسرائیلی از سرزمین‌های اشغالی فلسطین پس از جنگ ۱۹–۱۹ شده بود، رها شده است. پاسخ‌های پرزیدنت بوش نشان داد که ایالات متحده مسئله فلسطین را در مورد تشکیل دولت متمایز و بی ربط به مذاکرات بحران خلیج فارس می‌داند. پرزیدنت بوش اظهار داشت که ایالات متحده از قطعنامه ۲۴۲ سازمان ملل متحد حمایت می‌کند و «متعهد به اجرای این قطعنامه است، [اما] ایالات متحده تا زمانی که یک تجاوز برهنه علیه کویت در حال انجام است، کنار نخواهد رفت.» پرزیدنت گورباچف در پاسخ به این سؤال اذعان کرد که بین ماهیت بحران خلیج فارس و درگیری طولانی اسرائیل و فلسطین «پیوندی» وجود دارد. و بنابراین، حل و فصل هر دو بحران «نگرانی مساوی» برای اتحاد جماهیر شوروی بود.

## پیگیری و پیامدهای آینده
تنها چند روز پس از اجلاس هلسینکی، در ۱۲ سپتامبر، معاهده توافق نهایی با احترام به آلمان برای بازگرداندن وضعیت حاکمیتی به آلمان متحد در مسکو توسط ایالات متحده، اتحاد جماهیر شوروی، فرانسه، آلمان غربی و شرقی امضا شد. آلمان در ماه اکتبر به‌طور رسمی متحد شد و ایالات متحده و اتحاد جماهیر شوروی آن را جشن گرفتند.
در ادامه اجلاس هلسینکی، کنفرانس زیر که شامل روسای جمهور بوش و گورباچف بود در نوامبر ۱۹۹۰ در پاریس برگزار شد. این کنفرانس شامل ۳۴ کشور بود که هر کدام بخشی از کنفرانس امنیت و همکاری در اروپا (CSCE) بودند. این کنفرانس منجر به امضای پیمان نیروهای مسلح متعارف در اروپا (CFE) توسط اعضای پیمان ناتو و ورشو شد. کشورهای عضو CSCE همچنین ترتیبی اتخاذ کردند که جلسات سیاسی مشابهی را در سطح بالا به‌طور منظم برگزار کنند تا بر اساس تلاش‌ها برای جلوگیری از درگیری، کنترل تسلیحات و حفاظت از انتخابات در این کشورها ایجاد شود.
پس از کنفرانس، در حالی که پوشش رسانه‌های جهانی عموماً ایالات متحده را تمایل بیشتری به درگیری با عراق با نیروی نظامی می‌دانست، اتحاد جماهیر شوروی طرفدار تحریم‌های تجاری تنبیهی برای تکمیل تلاش‌های دیپلماتیک آنها برای کاهش تنش بود.